# Sandrine Dogor-Such
Pour les articles homonymes, voir Such.
Sandrine Dogor-Such, née le 8 novembre 1970 à Tours (Indre-et-Loire), est une préparatrice en pharmacie et femme politique française.
Membre du Rassemblement national, elle est élue députée dans la 3e circonscription des Pyrénées-Orientales lors des élections législatives de 2022. Elle siège au sein du groupe RN et est membre de la commission des Affaires sociales de l'Assemblée nationale. Elle est réélue aux élections législatives de 2024.
Elle est également conseillère municipale de Perpignan depuis 2020 et et adjointe au maire Louis Aliot de 2020 à 2022.

## Biographie
De 2020 à 2022, elle est adjointe à la mairie de Perpignan, dirigée par Louis Aliot, chargée des Affaires sociales.
Après avoir été candidate et battue au second tour en 2017 pour le Rassemblement national, elle est de nouveau candidate lors des élections législatives de 2022 et est élue députée de la troisième circonscription des Pyrénées-Orientales le 19 juin 2022 avec 54,11 % des voix face à sa concurrente Nathalie Cullell de La France insoumise. Elle est réélue aux élections législatives de 2024.